# Rabaul Volcanological Observatory
Das Rabaul Volcanological Observatory (RVO) befindet sich in der gleichnamigen Stadt in der papua-neuguineischen East New Britain Province. Administrativ ist es eine Abteilung des Geological Survey of Papua New Guinea, der wiederum dem Ministerium für Bergbau und Erdöl nachgeordnet ist.

## Allgemeines
Die Einrichtung mit etwa 30 Mitarbeitern ist Mitglied in der World organization of volcano observatories – einer Kommission der International Association of Volcanology and Chemistry of the Earth’s Interior in der Internationalen Union für Geodäsie und Geophysik – und zählt zu den weltweit bedeutendsten ihrer Art. Der Hauptfokus liegt auf dem Tavurvur und dem benachbarten Vulcan. Das Observatorium ist jedoch auch verantwortlich für die Überwachung aller anderen 14 aktiven und 23 inaktiven Vulkane des Landes. Es existieren Zweigstellen in Esa’Ala (Milne Bay Province) sowie am Ulawun, am Langila, auf Manam und auf Karkar.

## Geschichte
Zur Gründung des Observatoriums kam es 1940 im Nachgang eines großen Ausbruchs des Tavurvur, der am 29. Mai 1937 umfangreiche Zerstörungen verursachte und die Stadt nahezu unbewohnbar machte. Damals gehörte Rabaul zum Territorium Neuguinea, das als Mandat des Völkerbundes von Australien verwaltet wurde. Während des Pazifikkrieges wurde Rabaul am 23. Januar 1942 von japanischen Invasionstruppen besetzt. Alliierte Luftangriffe im Rahmen der Operation Cartwheel zerstörten das RVO.
Ab 1950 zeichnete Tony Taylor, der für das Commonwealth Bureau of Mineral Resources (BMR; die heutige Geoscience Australia) arbeitete, für den Wiederaufbau und die Neugründung des Observatoriums verantwortlich. Er prägte in den folgenden zwei Jahrzehnten maßgeblich die Entwicklung vulkanologischer Forschung in der Region.
Nach Taylors frühem Tod im Sommer 1972 setzte eine neue Wissenschaftler-Generation um Robin J. S. Cooke seine Arbeit am Rabaul Volcanological Observatory fort. Erstmals wurden nun auch mehrere Indigene als wissenschaftliche Assistenten angestellt – beispielsweise Benjamin P. Talai und Elias Ravian. Zum 16. September 1975 erlangte Papua-Neuguinea die volle staatliche Souveränität und war damit auch für die Verwaltung des RVO zuständig. Bedingt durch soziale Unruhen wurde die Überwachung des Lamington und des Bagana in den 1990er Jahren zeitweise ausgesetzt. Im Oktober 1994 ernannte man Talai als ersten Melanesier zum Leiter der Einrichtung. Er übernahm den Posten vom Australier Chris O. McKee, einem Cousin Cookes, trat aber bereits 1999 zurück. Sein Nachfolger ist bis heute (Stand: November 2015) Ima Itikarai. Ein weiterer wichtiger Mitarbeiter dieser Epoche war Herman Patia, der von 1986 bis zu seinem Tod 2012 am RVO wirkte.
Regelmäßig nehmen Wissenschaftler des RVO am International Training Program des Center for the Study of Active Volcanoes (CSAV) an der University of Hawaiʻi at Hilo teil. 2015 stand das Observatorium auf der Kandidatenliste für den United Nations Sasakawa Award for Disaster Reduction, der im März im Rahmen der in der japanischen Stadt Sendai abgehaltenen dritten UN-Weltkonferenz über Risikoreduzierung von Naturkatastrophen vergeben wurde.